# 37687 Chunghikoh
37687 Chunghikoh este un asteroid din centura principală de asteroizi.

## Descriere
37687 Chunghikoh este un asteroid din centura principală de asteroizi. A fost descoperit pe 30 august 1995 la Socorro, New Mexico de Robert Weber. Asteroidul prezintă o orbită caracterizată de o semiaxă mare de 2,61 ua, o excentricitate de 0,04 și o înclinație de 14,0° în raport cu ecliptica.